# Bryan Singer

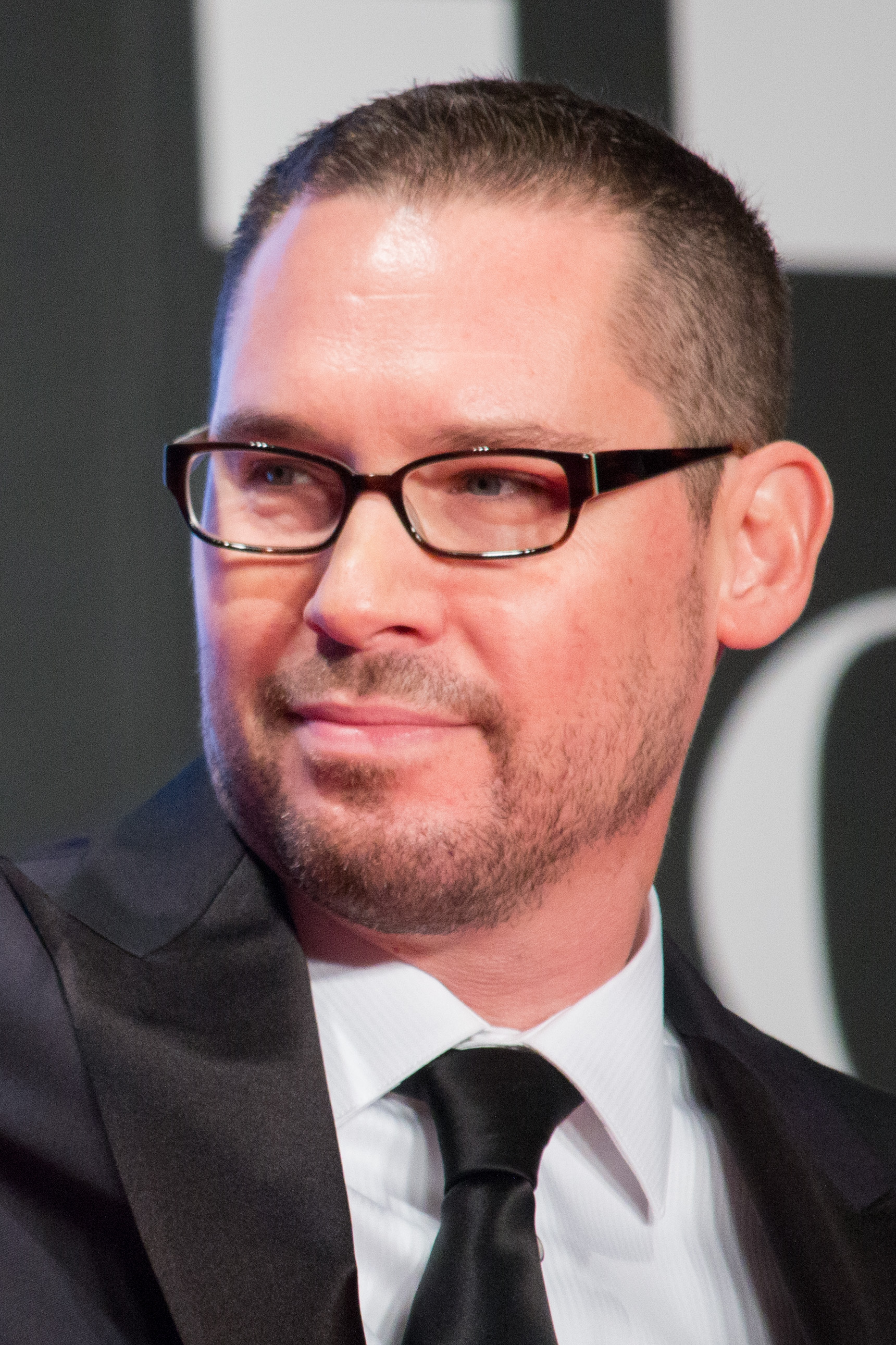
Bryan Singer (2015)

Bryan Jay Singer (* 17. September 1965 in New York City) ist ein US-amerikanischer Regisseur, Produzent und Drehbuchautor. Singer ist insbesondere durch sein Mitwirken an der X-Men-Filmreihe bekannt, für die er vier Filme als Regisseur inszenierte und an weiteren als Produzent beteiligt war. Außerdem ist er der Regisseur des Kultfilms Die üblichen Verdächtigen und einer der Produzenten der Serie Dr. House. Er ist der Gründer der Filmproduktionsgesellschaft Bad Hat Harry Productions.

## Leben
Bryan Singer wuchs in einem jüdischen Haushalt auf. Er ist der Cousin der Schauspieler Lori und Marc Singer; sein Onkel Jacques Singer war Dirigent. Schon in seiner Kindheit machte er Experimente mit einer Super8-Kamera. Für ihn und seine High-School-Freunde Christopher McQuarrie und Ethan Hawke stand schon früh fest, dass sie ins Filmgeschäft wollten.

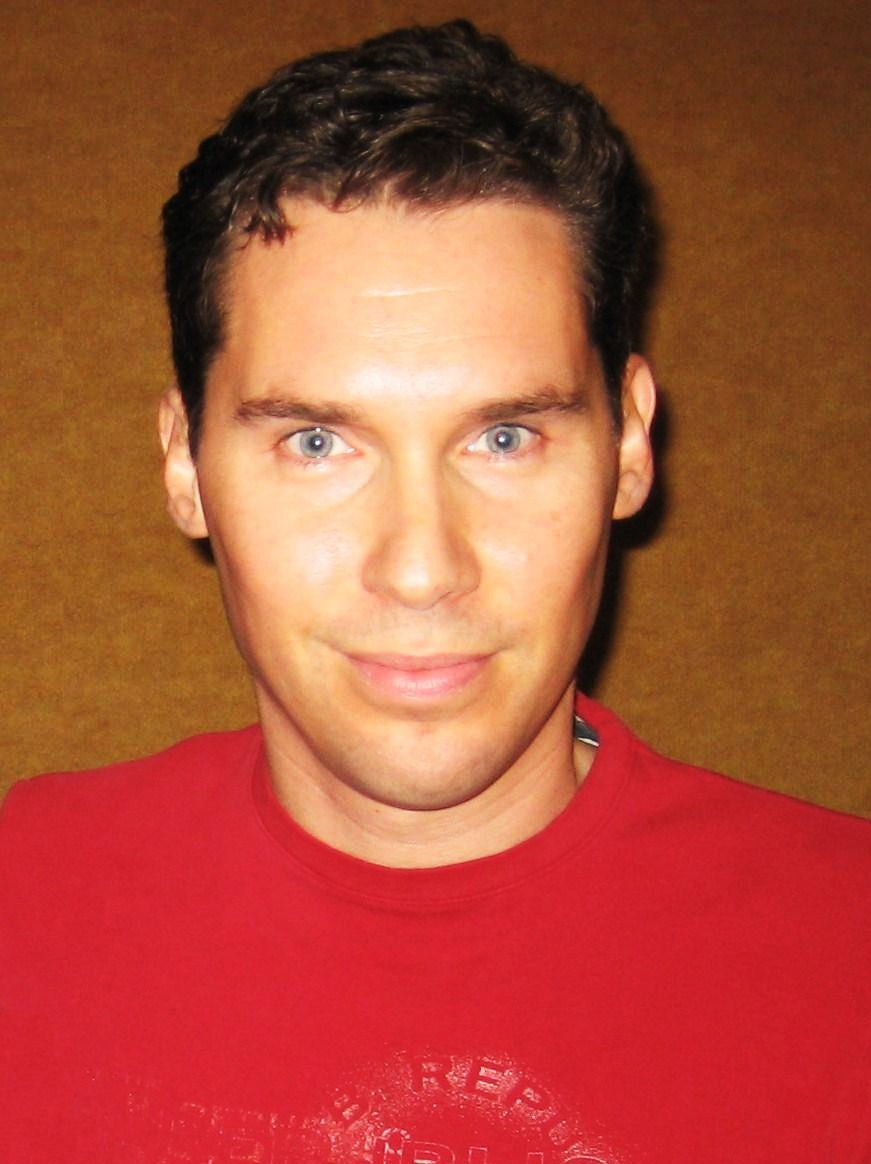
Bryan Singer (2006)

Singer machte seinen Abschluss an der School of Visual Arts in New York und der University of Southern California Cinema School in Los Angeles. Dort lernte er John Ottman kennen, der mit Ausnahme von X-Men später die Musik für Singers Filme schrieb und als sein Filmeditor arbeitete. Er lernte ebenfalls Kenneth Kokin kennen, der die beiden ersten Kinofilme von Singer produzierte.
Nach seinem Abschluss führte er Regie in dem mit 16.000 US-Dollar budgetierten Kurzfilm Lion’s Den, den er mit seinem Kindheitsfreund Ethan Hawke drehte. Sein erster Kinofilm war 1993 Public Access, der den Großen Preis der Jury beim Sundance Film Festival gewinnen konnte. Zwei Jahre später gelang Singer mit Die üblichen Verdächtigen in 35 Drehtagen der Durchbruch. Der Film erhielt durchweg positive Kritiken und gewann zwei Oscars (bestes Drehbuch, bester Nebendarsteller Kevin Spacey).
Singers drittes Kinoprojekt Der Musterschüler (1998) floppte in den Kinos. So war es überraschend, dass er den Auftrag für das Projekt X-Men mit einem Budget von 100 Millionen US-Dollar bekam. Er führte bei X-Men aus dem Jahr 2000 sowie bei X-Men 2 von 2003 Regie und beteiligte sich am Drehbuch. In Interviews betonte Singer, dass seine Identität als Jude und offener Bisexueller seine Sicht auf eines der Hauptmotive der X-Men-Filme, den Umgang mit Minderheiten, entscheidend beeinflusste.
2004 inszenierte er zwei Episoden der Fernsehserie Dr. House, im Jahr darauf war er als Drehbuchautor an dem Fernsehfilm Bermuda Dreieck – Tor zu einer anderen Zeit beteiligt. Der dritte Teil der Serie X-Men: Der letzte Widerstand wurde von Brett Ratner gedreht und erschien 2006. Singer entschied sich stattdessen, sich mit der Regie des Superman-Films Superman Returns einen Kindheitstraum zu erfüllen. Der Film feierte seine Premiere Ende Juni 2006. Im Sommer 2007 drehte er in Berlin den Film Operation Walküre – Das Stauffenberg-Attentat über das Attentat vom 20. Juli 1944. Singers Filmprojekt The Mayor of Castro Street über den Schwulenrechtler Harvey Milk wurde aufgegeben, als klar wurde, dass Milk, eine Verfilmung desselben Stoffes von Gus Van Sant, früher in den Kinos sein würde.
2014 kehrte er mit dem Dreh von X-Men: Zukunft ist Vergangenheit ins Comic-Genre zurück. Ein Jahr später drehte er die Fortsetzung X-Men: Apocalypse, die im Mai 2016 erschien. Am 28. März 2016 gab Singer bekannt, eine Pause vom X-Men-Franchise nehmen zu wollen. Grund seien die psychisch anstrengenden Arbeiten von X-Men: Zukunft ist Vergangenheit und X-Men: Apocalypse, die in vier Jahren ohne Unterbrechung produziert wurden.
2017 drehte Singer an der Filmbiografie Bohemian Rhapsody über die Band Queen und ihren Frontmann Freddie Mercury, wurde allerdings während der Dreharbeiten durch Dexter Fletcher ersetzt. Gründe sollen cholerisches Verhalten und unerklärte Abwesenheiten vom Filmset gewesen sein.
Seit seiner Entlassung während der Dreharbeiten zu Bohemian Rhapsody und den Vorwürfen des sexuellen Missbrauchs 2019 hat Singer kein neues Projekt mehr übernommen. 2023 wurde bekannt, dass Singer an einem selbst finanzierten Dokumentarfilm arbeitet, der die Vorwürfe gegen ihn adressieren soll.

## Privatleben
Seit den Dreharbeiten von Der Musterschüler (1998) wurden über die Jahre mehrmals Vorwürfe gegen Singer laut, dass er männliche Minderjährige missbraucht haben soll; alle Klagen wurden jedoch abgewehrt. Im Januar 2019 bestritt Singer Vorwürfe von vier Männern, sie als Minderjährige sexuell missbraucht zu haben.
Singer bezeichnet sich als bisexuell, mit seiner Lebensgefährtin Michelle Clunie hat er einen 2015 geborenen Sohn.

## Filmografie (Auswahl)

### Film

#### Regie und Produzent
- 1988: Lion’s Den (Kurzfilm)
- 1993: Public Access
- 1995: Die üblichen Verdächtigen (The Usual Suspects)
- 1998: Der Musterschüler (Apt Pupil)
- 2000: X-Men (nur Regie)
- 2003: X-Men 2
- 2006: Superman Returns
- 2007: Color Me Olsen (Kurzfilm) (nur Produzent)
- 2007: Trick ’r Treat – Die Nacht der Schrecken (nur Produzent)
- 2008: Operation Walküre – Das Stauffenberg-Attentat (Valkyrie)
- 2013: Jack and the Giants (Jack the Giant Slayer)
- 2014: X-Men: Zukunft ist Vergangenheit (X-Men: Days of Future Past)
- 2016: X-Men: Apocalypse
- 2018: Bohemian Rhapsody

#### Schauspieler
- 1988: Lion’s Den (Kurzfilm)
- 2002: Star Trek: Nemesis
- 2003: X-Men 2
- 2014: X-Men: Zukunft ist Vergangenheit (X-Men: Days of Future Past)
- 2016: X-Men: Apocalypse

#### Storyautor
- 1993: Public Access (Drehbuch)
- 2000: X-Men
- 2003: X-Men 2
- 2006: Superman Returns
- 2011: X-Men: Erste Entscheidung
- 2016: X-Men: Apocalypse

### Fernsehen

#### Regie
- 2004: Dr. House (Fernsehserie, 2 Folgen)
- 2012: Mockingbird Lane (Fernsehfilm)
- 2015: Battle Creek (Fernsehserie, Folge 1x01)
- 2017: The Gifted (Fernsehserie, 1 Folge)

#### Executive Producer
- 2004: Dr. House (Fernsehserie, 176 Folgen)
- 2005: Bermuda Dreieck – Tor zu einer anderen Zeit (Miniserie, 3 Folgen)
- 2007–2008: Dirty Sexy Money (Fernsehserie, 23 Folgen)
- 2012: Mockingbird Lane (Fernsehfilm)
- 2015: Battle Creek (Fernsehserie, 13 Folgen)
- 2017–2019: The Gifted (Fernsehserie, 29 Folgen)

## Sonstiges
Im Film Star Trek: Nemesis hat Singer einen kurzen Gastauftritt als taktischer Offizier der Enterprise. Den Darsteller von Captain Picard, Patrick Stewart, kennt Singer von den Dreharbeiten zu den X-Men-Filmen. Als Stewart hörte, dass Singer großer Star-Trek-Fan sei, verschaffte er ihm den Auftritt.